# 万壽ゴルフクラブ
万壽ゴルフクラブ（まんじゅゴルフクラブ）は、奈良県山辺郡山添村にあるゴルフ場である。

## 概要
「万壽ゴルフクラブ」は、奈良県北東部、三重県との県境に位置する標高約500メートルの高原の村、自然情緒豊かな名勝神野山が四季折々に美しい姿を見せ、北東部を名張川が流れ、古代から霊峰神野山を信仰の対象として生活を営んでいたという歴史の香りがするロケーションの所にある。
1980年（昭和55年）代中期、新たなゴルフ場の建設に向けて日東興業株式会社グループの手によって動き出したのに始まる。建設用地の山辺郡山添地区に、コース設計は小林光昭が行い、18ホール規模のゴルフ場の造成工事が着工された新たなゴルフ場の建設に向けて始動したことに始まる。1987年（昭和62年）9月15日、18ホールの造成工事が完了し、開場された。
コースは、フルバックティからはアウトとコースとインコースの合計距離が3,500ヤードを越える本格コースである。コースの特徴としては、アウトコースの名物ホールの8番ショートホールは、水と風をいかに克服するかがポイントの戦略性の高いホールである。ウォーターハザードが巧みに配され、日本庭園風の雰囲気がある。インコースは、フラットに感じるがフェアウェイのうねり、バンカーの配置など１打ごとに慎重さが要求される。15番と16番ホールは、池がからむプレッシャーとのたたかいとなる。
万壽ゴルフクラブでは、1997年（平成9年）10月23日-26日、女子ツアートーナメントの第15回「樋口久子・紀文クラシックが開催された実績がある。
1997年（平成9年）12月25日、東京地裁に和議開始を申請。1999年（平成11年）5月18日、東京地裁より和議許可の確定を受ける。2001年（平成13年）11月15日、米国の大手投資銀行「ゴールドマン・サックス」が日東興業株式会社を買収した。2002年（平成14年）7月15日、日東興業は、和議から民事再生法に切り替え、手続きを開始した。2002年（平成14年）12月3日、日東興業グループは、東京地裁に再生計画案を提出した。2003年（平成15年）2月6日、東京地裁は、日東興業グループに対して再生計画の認可を決定、万壽ゴルフクラブの経営会社が外資系のゴールドマン・サックス傘下となり、運営会社は株式会社アコーディア・ゴルフに変わった。

## 所在地
〒630-2234 奈良県山辺郡山添村切幡1424番地

## コース情報
- 開場日 - 1987年9月15日
- 設計者 - 小林 光昭
- 面積 - 1,160,000m2（約35.0万坪）
- コースタイプ - 丘陵コース
- コース - 18ホールズ、パー72、6,694ヤード、コースレート72.8
- フェアウェー - コウライ
- ラフ - ノシバ
- グリーン - 2グリーン、ベント（ペンクロス）
- ハザード - バンカー87、池が絡むホール3
- ラウンドスタイル - セルフキャディー付、乗用カート(5人乗り)自走式
- 練習場 - 15打席250ヤード
- 休場日 - 無し[9][10][11]

## クラブ情報
- ハウス面積 - 4,000m2（1,210坪）
- ハウス設計 - 杉山隆建築設計事務所 有限会社
- ハウス施工 - 日本国土開発株式会社・住友建設株式会社[10][11]

## ギャラリー
- コース - 「万壽ゴルフクラブ」、コースレイアウト、2021年11月2日閲覧

## 交通アクセス
- 鉄道 - 近鉄大阪線 - 名張駅より タクシー利用 約30分[12]
- 道路 - 名阪国道 - 神野口ICより 2Km 約5分[12]

## 関連文献
- 『ゴルフ場ガイド 西版』、2006-2007、「万壽ゴルフクラブ」、東京 ゴルフダイジェスト社、2006年5月、2021年11月2日閲覧